# Супербоул XVII
Супербоул XVII (англ. Super Bowl XVII) — 17 решающая игра НФЛ. Противостояние Американской Футбольной Конференции (АФК) и Национальной Футбольной Конференции (НФК). Матч прошел 30 января 1983 года. В игре встретились Майами «Долфинс» от АФК и Вашингтон «Редскинз» от НФК. В присутствии 103 667 человек Вашингтон победил 27-17.

## Трансляция
В США игру транслировал NBC. 30-секундная реклама стоила 400 тыс. долларов США.

## Ход матча
ПЕРВАЯ ПОЛОВИНА
В первой четверти Майами смогли сделать 76-ярдовый тачдаун. В начале второй четверти, Вашингтон, забивает филд гол. Майами также реализует попытку филд гол. В конце четверти тачдаун Вашингтона, дает мяч Майами, но всего лишь с 1:51, оставшимися в игре. Сразу после Кик-оффа, Долфинс, возвратит мяч в тачдаун на 98 ярдов. Счет к перерыву был 17:10 в пользу Майами.
ВТОРАЯ ПОЛОВИНА
В третьей четверти команды почти все время били панты. Только Вашингтон смог забить филд гол. В начале четвёртой четверти, Вашингтон, сделал тачдаун(пробегом на 43 ярда) и впервые вышел вперед 20:17. После тачдауна «Редскинс» команды обменялись потерями мяча. За 2 минуты до конца Вашингтон оформляет тачдаун, и лидирует 27:17. Майами не смогли набрать очки и матч закончился.
Супербоул XVII: Вашингтон Редскинс 27, Майами Долфинс 17
|                | 1 | 2  | 3 | 4  | Всего |
| -------------- | - | -- | - | -- | ----- |
| Долфинс (АФК)  | 7 | 10 | 0 | 0  | 17    |
| Редскинс (НФК) | 0 | 10 | 3 | 14 | 27    |

в Роуз Боул , Пасадина, Калифорния
- Дата : 30 января 1983 г.
- Время игры : 3:17 вечера по тихоокеанскому времени
- Погода в игре : 16 ° C (61° F) солнечно

MIA-Майами, WAS-Вашингтон, ЭП-Экстрапоинт
■ Первая четверть:
- 8:11-MIA-76-ярдовый тачдаун+ ЭП, Майами повел 7-0

■ Вторая четверть:
- 14:39-WAS-31-ярдовый филд гол, Майами ведет 7-3
- 6:00-MIA-20-ярдовый филд гол, Майами ведет 10-3
- 1:51-WAS-4-ярдовый тачдаун+ЭП, ничья 10-10
- 1:38-MIA-98-ярдовый тачдаун+ЭП (возвращение кик-оффа), Майами повел 17-10

■ Третья четверть:
- 8:09-WAS-20-ярдовый филд гол, Майами ведет 17−13

■ Четвёртая четверть:
- 10:01-WAS-43-ярдовый тачдаун+ЭП, Вашингтон повел 20-17
- 1:55-WAS-6-ярдовый тачдаун+ЭП, Вашингтон ведет 27-17